# Marc-Antoine Fortuné
Marc-Antoine Fortuné (ur. 2 lipca 1981 w Kajennie) – francuski piłkarz, grający na pozycji napastnika oraz trener.